# Marlen Ottesen
Marlen Ottesen, född 4 juli 1989, är en svensk politiker (sverigedemokrat) och regionråd i Region Skåne. Hon har en fil. kand. i omvårdnad och sjuksköterskeexamen från Högskolan i Kristianstad (2011).

## Uppdrag iRegion Skåne
- Regionråd
- 1:e vice ordförande i hälso- och sjukvårdsnämnden
- Ledamot i regionfullmäktige
- Ledamot i regionstyrelsen
- Ledamot i regionstyrelsens arbetsutskott

## Uppdrag iSveriges Kommuner och Regioner
- Ersättare i Sjukvårdsdelegationen[4]
- Ersättare i Styrelsen för Sveriges kommuner och Regioner[5]